# Wilhelm Schmit
Pour les articles homonymes, voir Schmit.
Wilhelm Schmit (ou Schmidt) est un orfèvre actif à Strasbourg au début du XVIIIe siècle.

## Biographie

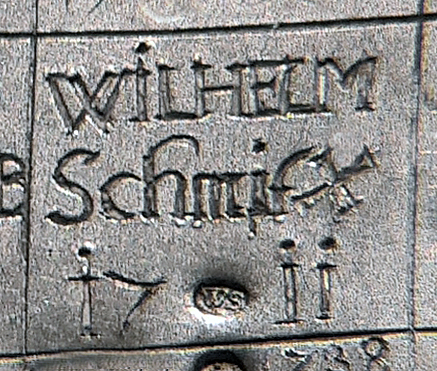
Poinçons et date gravés sur la table d'insculpation des orfèvres de Strasbourg.

Wilhelm Schmit est reçu maître à Strasbourg en 1711.

## Œuvre

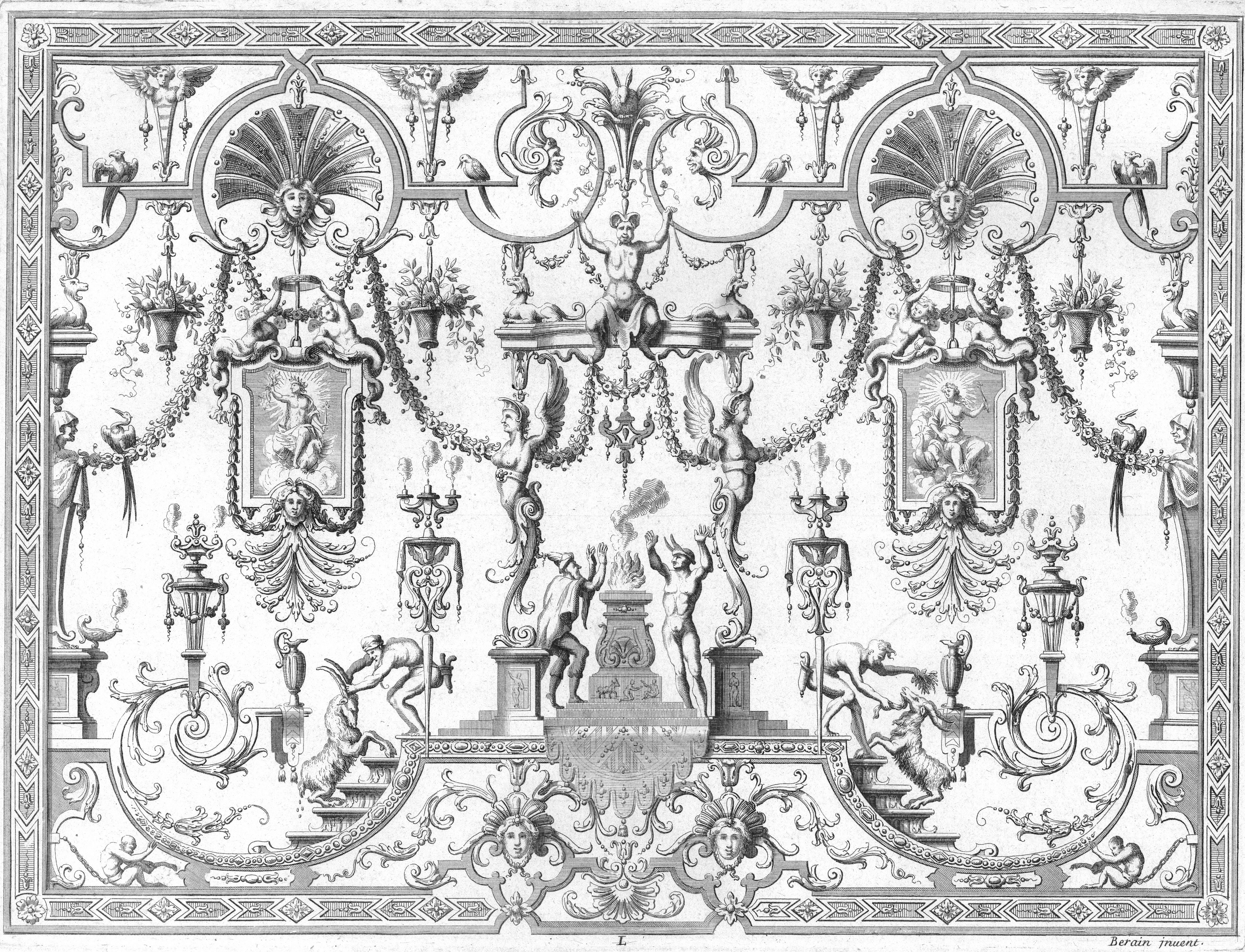
Gravure aux grotesques de Jean Bérain.

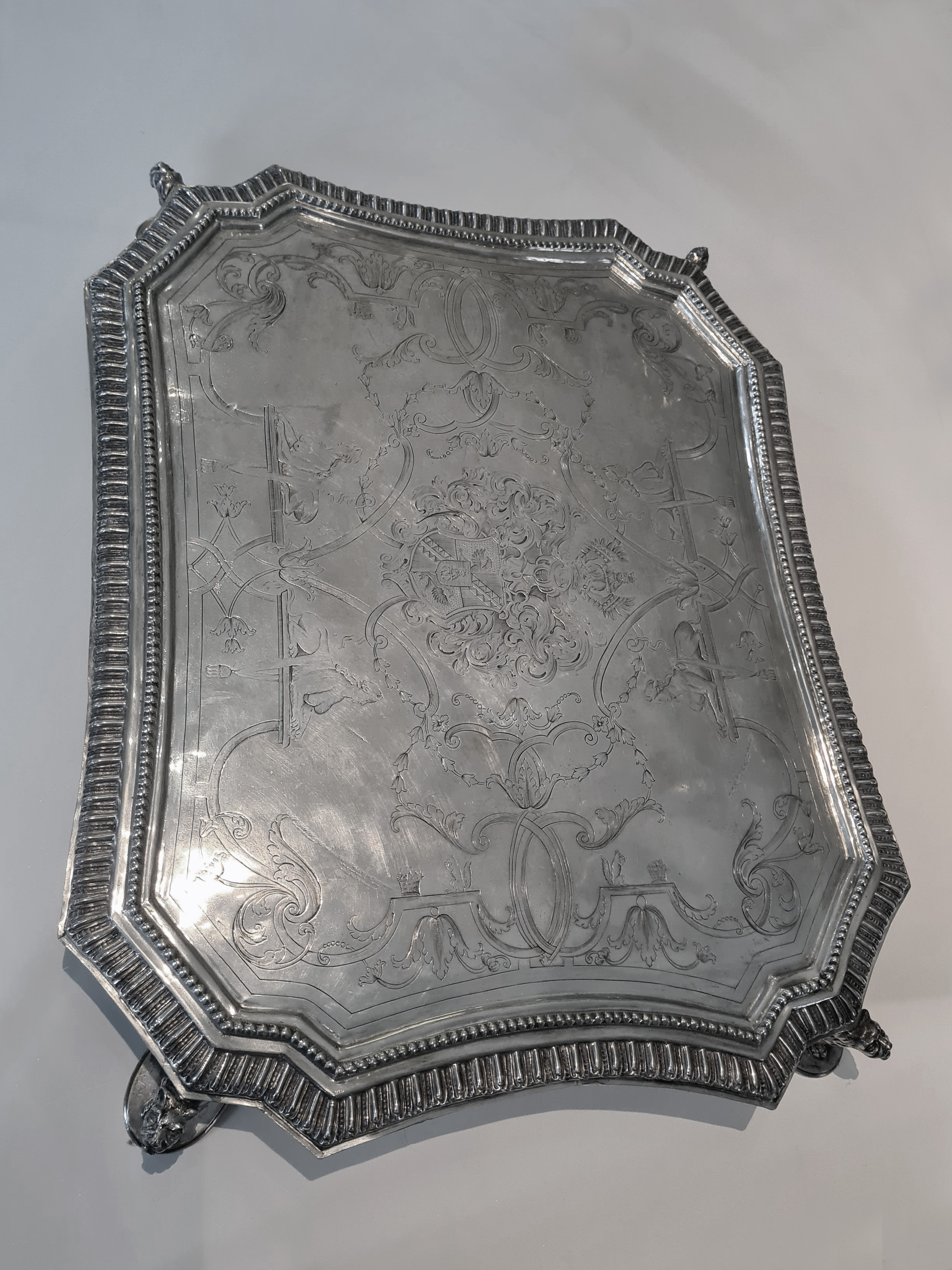
Surtout de table en argent.

Le musée des arts décoratifs de Strasbourg conserve de lui un surtout de table rectangulaire finement gravé. Sa date exacte n'est pas connue (entre 1711 et 1751), mais il présente toutes les caractéristiques du style Louis XIV, tant par la forme du plateau à bord godronné que par son riche décor,.
Ses côtés sont légèrement concaves et ses angles coupés reposent sur quatre pieds en forme de lions accroupis.
Ressauts, frises d'oves et de perles alternent sur la bordure extérieure.
Le plateau est gravé en son centre d'un important décor armorié environné d'arabesques. Constitué de guirlandes, de feuilles d'acanthe, de sphinges et d'écureuils accostés d'un panier de noisettes, il évoque le style de Jean Bérain,.
Une structure en fer découpé est vissée sous le revers pour le rigidifier.
La pièce porte plusieurs poinçons : le 13 à fleur de lys, le poinçon du maître, ainsi que plusieurs poinçons de garantie à l'importation, tel que le cygne, en usage depuis 1893, et certains associés au poinçon de bigorne (enclume à deux cornes), tel l'insecte, utilisé depuis 1838.